# Corporación Universitaria del Caribe

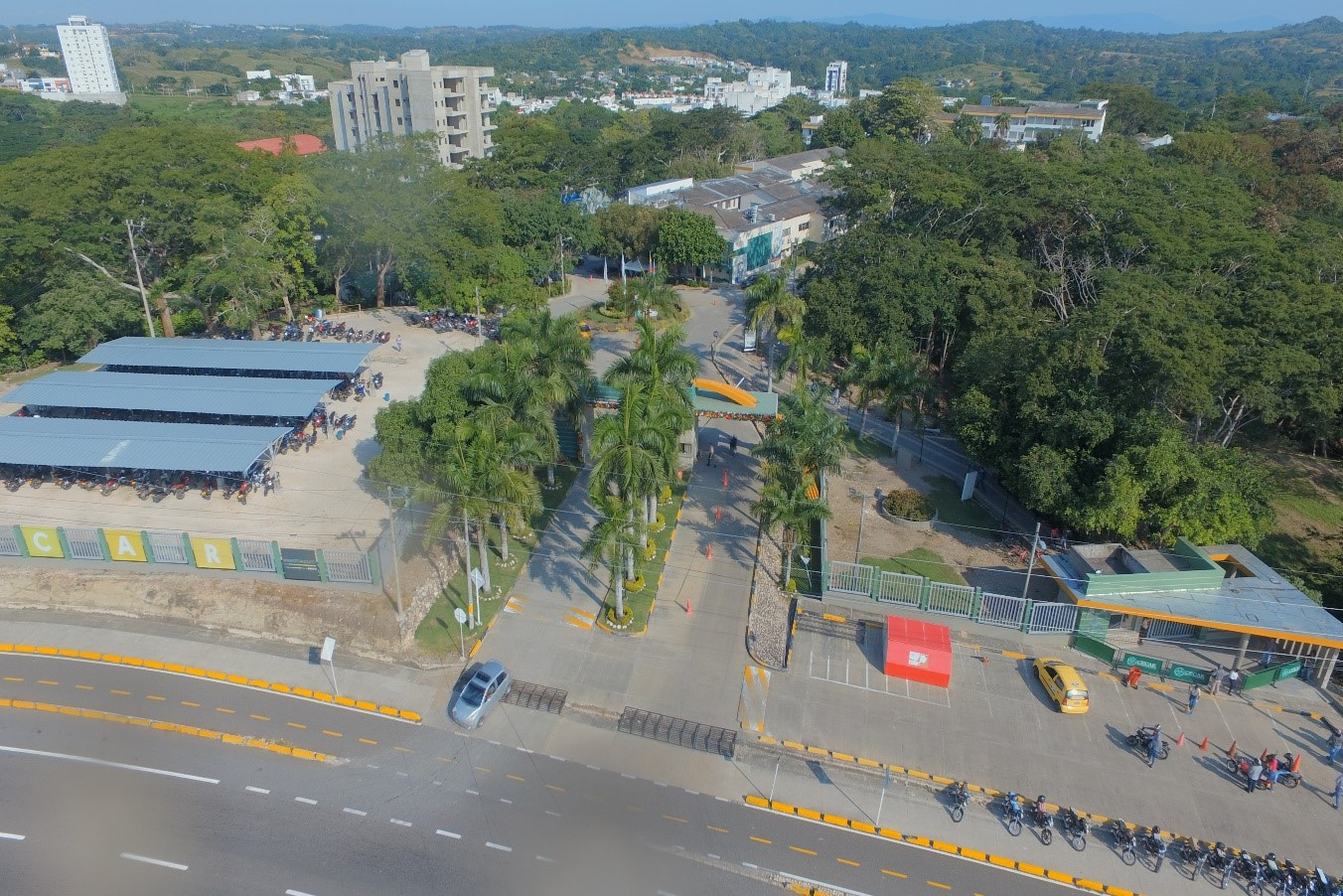
Toma aérea, campus principal

La Corporación Universitaria del Caribe (CECAR) es una institución universitaria de Colombia, con sede principal en Sincelejo, sujeta a inspección y vigilancia por medio de la Ley 1740 de 2014 y la ley 30 de 1992 del Ministerio de Educación de Colombia. Fue fundada en 1978 por un grupo de profesores universitarios de Córdoba y Sucre.

## Historia
En 1978 nace CECAR cuando una vez presentados al ICFES los estatutos y el plan de desarrollo, el gobierno de Colombia le otorgó la personería jurídica mediante resolución n.º 7786 del 15 de junio de 1978. La institución inició labores académicas el 16 de febrero de 1987 con los programas de Tecnología en Contabilidad y Presupuesto y en Administración Agropecuaria, los cuales fueron aprobados por el ICFES mediante acuerdos 239 y 251 de 1986.
En septiembre de 1995 la institución empezó a denominarse Corporación Universitaria del Caribe (CECAR). Ha incursionado en la oferta de programas académicos bajo la metodología a distancia tradicional, así como también en la oferta de Programas profesionales en la modalidad virtual, sin dejar de lado las especializaciones en modalidad presencial y posteriormente en modalidad virtual.
Ofrece catorce programas académicos de pregrado en metodología presencial, tres a distancia tradicional y siete programas virtuales, al igual que diecisiete Especializaciones, de las cuales dieciséis en metodología presencial y una virtual. Además, la Institución ofrece ocho programas en el nivel técnico y tecnológico, dos en la metodología a distancia tradicional y seis virtuales.

## Campus
La Institución coherente con su filosofía y con sus objetivos de política de planta física, ha desarrollado estrategias para la conservación y sostenibilidad ambiental, por lo cual cuenta con un área forestal protegida de más de 26.000 m² en el que habitan fauna silvestre propia del ecosistema y se dispone de zonas verdes formadas por especies ornamentales, maderables y frutales, permitiendo disfrutar de un ambiente agradable en armonía con la naturaleza.

## Reconocimiento de Alta Calidad
CECAR cuenta actualmente con tres programas académicos con reconocimiento de Alta Calidad por parte del Consejo Nacional de Acreditación (CNA), los programas son: Psicología (2017),  Administración de Empresas (2019), Contaduría Pública (2021). Actualmente se encuentra en espera de concepto por parte de CNA de los programas de Trabajo Social, Ciencias del Deporte y la Actividad Física, Ingeniería Industrial e Ingeniería de Sistemas. Todos estos procesos son resultados de la cultura de la mejora continua.

### Facultad de Humanidades y Licenciatura

#### Pregrado
- 1. Psicología Cod SNIES 5223 (Presencial)
- 2. Trabajo Social Cod SNIES 4247 (Presencial)
- 3. Ciencias del Deporte y la Actividad Física Cod SNIES 9254 (Presencial)
- 4. Licenciatura en Lingüística y Literatura Cod SNIES 105012 (Presencial)
- 5. Licenciatura en Pedagogía Infantil Cod SNIES 104878 (Presencial)
- 6. Licenciatura en Pedagogía Infantil Cod SNIES 103325 (Virtual)
- 7. Licenciatura en Inglés Cod SNIES 103376 (Virtual)

#### Posgrado
- 1. Especialización en Docencia Cod SNIES 4991
- 2. Especialización en Procesos Familiares y Comunitarios Cod SNIES 52685
- 3. Especialización en Ciencias Aplicadas al Entrenamiento Deportivo Cod SNIES 105091
- 4. Especialización en Investigación e Innovación Educativa Cod SNIES 105204 (Virtual)

### Facultad de Ciencias Básicas, Ingeniería y Arquitectura

#### Pregrado
- 1. Diseño Industrial Cod SNIES 107985 (Presencial)
- 2. Arquitectura Cod SNIES 8085 (Presencial)
- 3. Ingeniería de Sistemas Cod SNIES 6710 (Presencial)
- 4. Ingeniera Industrial Cod SNIES 9942 (Presencial)

#### Posgrado
- 1. Especialización en Gerencia Ambiental Cod SNIES 16090
- 2. Especialización en Desarrollo de Aplicativos Móviles Cod SNIES 16090
- 3. Especialización en Tecnologías de la Información Cod SNIES 104706
- 4. Especialización Tecnológica en Construcción Sustentable Cod SNIES 104205

### Facultad de Ciencias Económicas y Contables

#### Pregrado
- 1. Administración de Empresas
- 2. Contaduría Pública (Sincelejo)
- 3. Contaduría Pública (Montería)
- 4. Economía (Sincelejo)
- 5. Administración de Empresas
- 6. Administración Pública
- 7. Administración Turística
- 8. Tecnología en Gestión Turística
- 9. Técnico Profesional en Procesos Administrativos Turísticos
- 10. Administración Informática
- 11. Administración Turística
- 12. Administración y Negocios Internacionales
- 13. Tecnología en Gestión Turística
- 14. Técnico Profesional en Procesos Administrativos Turísticos
- 15. Técnico Profesional en Comercio Exterior
- 16. Técnico profesional en Gestión Documental
- 17. Tecnología en Auditoría y Control de Informática
- 18. Tecnología en Gestión Comercial Internacional
- 19. Administración Pública
- 18. Contaduría Pública

#### Posgrado
- 1. Especialización en Gerencia de la Calidad y Auditoría en Salud
- 2. Especialización en Gerencia de la Hacienda Pública
- 3. Especialización en Gerencia Pública
- 4. Especialización en Gerencia de la Hacienda Pública – Cartagena
- 5. Especialización en Gerencia Pública - Cartagena

### Facultad de Derecho

#### Pregrado
- 1. Derecho(Presencial)

#### Posgrado
- 1. Especialización en Derecho Administrativo
- 2. Especialización en Derecho Laboral y Seguridad Social
- 3. Especialización en Derecho Procesal Civil